# دارتموث، نوا اسکوشیا
دارتموث، نوا اسکوشیا (به انگلیسی: Dartmouth, Nova Scotia) یک منطقهٔ مسکونی در کانادا است که در هلیفکس، نوا اسکوشیا واقع شده‌است. دارتموث ۵۸٫۵۷ کیلومتر مربع مساحت و ۶۷٬۵۷۳ نفر جمعیت دارد.